# Thần Kiếm
Thần Kiếm (trị vì 935–936) là quốc vương thứ hai và cuối cùng của Hậu Bách Tế, một trong Hậu Tam Quốc Triều Tiên. Ông lên ngôi sau khi cùng với hai đệ là Lương Kiếm (Yanggeom) và Long Kiếm (Yonggeom), lật đổ phụ vương là Chân Huyên (Gyeon Hwon) và giết chết người được chỉ định kế vị, người đệ khác mẹ là Kim Cương (Geumgang).
Ông cho giam lỏng Chân Huyên trong Geumsansa (Kim Sơn tự), song Chân Huyên đã đào thoát thành công và đến chỗ kẻ thù cũ là Cao Ly Thái Tổ, người này chào đón ông và cấp cho ông thái âp và nông bộc. Chân Huyên đã lãnh đạo quân Cao Ly chống lại các nghịch tử của mình vào năm 936 tại nơi ngàu nay là Seonsan, Gumi và tiêu diệt quân của Thần Kiếm.
Cao Ly Thái Tổ dường như coi âm mưu trước đó là chuyện nội bộ của anh em Thần Kiếm, và phong cho Thần Kiếm tước hiệu quý tộc. Có các tài liệu khác nau về việc các đệ là Lương Kiếm và Long Kiếm đã bị cho đi lưu đày hay bị giết.
Tất cả các hoàng tử, công chúa của ông đều chết trong cuộc hỗn loạn, chỉ duy nhất một công chúa sống xót là công chúa WooHee.